# Honeymoonish
Honeymoonish (Shahr zii aleasal) è un film del 2024 diretto da Elie Semaan.

## Trama
Due novelli sposi scoprono, durante la loro luna di miele, di non stare bene insieme.

## Distribuzione
Il film è stato distribuito sulla piattaforma Netflix a partire dal 29 aprile 2024.